# The Tai Chi Master
The Tai Chi Master (Chinees: 太極張三豐 ) is een kungfu-film uit 1993 onder regie van Yuen Wo-Ping.

## Verhaal
Twee Shaolin monniken, Chin-Bao en Tian-Bao, groeien op in een Shaolin klooster en worden elkaars beste vriend. Als Chin zich bij een proefgevecht niet kan beheersen, komen hij en z'n vriend Tian tegen alle andere studenten te staan. Na een uitgebreid gevecht tegen zo'n honderd studenten, worden ze door de hoofd-meester uit de vechthal weggehaald. Hij stuurt ze weg uit het klooster en ze gaan samen op weg. In een stad ontmoeten ze een muzikante, een dievegge en een priester, met wie ze samen optrekken. Dan krijgt Chin de kans om in het keizerlijke leger te dienen. Hij ontpopt zich tot een meedogenloze strijder en maakt al snel promotie. Jun is ondertussen bij de rebellen beland en het is slecht een kwestie van tijd dat ze tegenover elkaar komen te staan. Een film met geweldige massa-scènes van duizenden soldaten zonder langzame momenten, maar vol met actie-gevechten. Er is ook nog tijd voor enkele sterke dramatische scènes over vriendschap, verraad, liefde en haat.

## Rolbezetting
Hoofdpersonages:
| Acteur          | Personage        |
| --------------- | ---------------- |
| Jet Li          | Shang Jun-Bao    |
| Chin Siu-Ho     | Dong Tian-Bao    |
| Michelle Yeoh   | Qiu-Xue          |
| Fennie Yuen     | Little Melon     |
| Yue Hoi         | Hoofd Meester    |
| Yuen Cheung-Yan | Priester Ling    |
| Lau Shun        | Meester Jue-Yuan |

## Alternatieve titels
- Alternatieve titels zijn: 'Twin Warriors' en 'Tai ji zhang san feng'.